# Orconectes macrus
Orconectes macrus är en kräftdjursart som beskrevs av A. B. Williams 1952. Orconectes macrus ingår i släktet Orconectes och familjen Cambaridae. IUCN kategoriserar arten globalt som livskraftig. Inga underarter finns listade i Catalogue of Life.